# Villa Laura
Villa Laura o Estación Constituyentes es una localidad argentina ubicada en el Departamento La Capital de la provincia de Santa Fe. Se halla sobre la RP 2, 30 km al norte del centro de Santa Fe.
Cuenta con una delegación de la policía rural.

## Población
Cuenta con 268 habitantes (Indec, 2010), lo que representa un incremento del 12% frente a los 239 habitantes (Indec, 2001) del censo anterior.
| Gráfica de evolución demográfica de Villa Laura entre 1991 y 2010 |
|                                                                   |
| Fuente: Censos nacionales del INDEC                               |